# Janne Giese
Janne Natascha Giese (født 14. juli 1946 i København) er en dansk filminstruktør, filmproducer, journalist, dramaturg og feminist.
Giese blev student i 1968 og gik derefter på Københavns Universitet, hvor hun studerede fransk og filmvidenskab. Hun blev tidligt en af de rigtigt aktive og ledende skikkelser indenfor den nye kvindebevægelse.

## Liv og karriere
1968 var et år fuld af oprør, og ungdomsoprøret var allerede godt i gang. Janne Giese deltog i alskens politiske og kulturelle aktiviteter. Både hun og søsteren Suzanne Giese skrev bl.a. i undergrundsbladet Hovedbladet, oversatte amerikanske feministiske bøger, og skrev bl.a. sammen med en større gruppe feminister og professionelle bogen Kvinder og psykiatri (1976).
Rødstrømpebevægelsen (1970) resulterede for Janne Giese i en større produktion af artikler og kronikker om ligestilling, og hun rejste landet rundt, holdt foredrag og sad i mange paneldiskussioner. I 1970 begyndte hun at arbejde på DR’s kulturafdeling i radiohuset og senere søgte hun også ind på Filmskolens kurser.
I 1974 lavede hun sin første dokumentarfilm Kvindefestival 74, og i 1976 var hun  medlem af ”The Women’s Film Festival” i København, som viste kvindefilm fra hele verden.
Janne Giese lavede en række dokumentarfilm og blev i 1982-86 ansat som dramaturg på DRs TV-teatret.
I 1987 instruerede hun fiktionsfilmen Den lykkelige tragedie på DRs TV-teatret. Giese arbejdede også til tider som producer bl.a. på Franz Ernsts film Mellem himmel og jord og på Ove Nyholms Ondskabens anatomi. Senere var hun producer på ATAWULFF, en tv-serie i 4 dele på TV 2 instrueret af Esben Høilund-Carlsen. Af Gieses egne dokumentarfilm kan bl.a. nævnes titlerne En by uden hukommelse om en jødisk by i Polen og den skæbne, der overgik den, da nazisterne besatte landet, og Skæbnebilledet om en galleriejer i Firenze, som ejer et maleri, som han hævder er malet af Velázquez i ca. 1650 og dermed meget værdifuldt. Filmen tester via specialister denne påstand.
Foruden filmarbejdet var Giese også aktiv i Danske Filminstruktørers bestyrelse (1995-2000) og blev i en årrække den danske repræsentant i FERA (1995-2002), den internationale europæiske filminstruktørorganisation med hovedkvarter i Bruxelles, og i de sidste par år var hun vicepræsident. I 1999 var Giese medstifter af og bestyrelsesmedlem i WIFT (Women In Film And Television).
Som initiativtager til en ny international filmfestival blev hun festivaldirektør for Copenhagen International Film Festival (CIFF) i 2002-2007. Filmfestivalen blev som den første danske et internationalt mødested for filmfolk, med etablering af juryer af professionelle filmfolk fra flere lande, og mange store navne blev bragt til København. På den første filmfestival i 2003 var den græske filmkunstner Theo Angelopoulos således juryformand og med bl.a. Jan Troell som jurymedlem og Liv Ullmann som æresgæst. CIFF blev finansieret af Filminstituttet, Københavns Kommune, Kulturministeriet m.fl.
Herefter var Giese executive producer på European Film Academys Award show i København i 2008, som leder af det danske crew.
Fra 2010 genoptog Giese arbejdet som filmproducer og dramaturg, og hun sidder desuden i bestyrelsen for kunstnerhuset Skandinavisk Forening i Rom.
Janne Giese er mor til Morten Giese, Louise Giese og Sara Giese Camre.

## Filmografi
Følgende film er instrueret af Janne Giese:
- Kvindefestival '74 (1974)
- Plantagens lange skygger (1979)
- Ni måneder – en beslutningsproces (1982)
- Den lykkelige tragedie (1987)
- En plads i skolen (1990)
- Sagen på spidsen (1992)
- En by uden hukommelse (1994/95)
- Skæbnebilledet (1998)
- Prinsen af Firenze (1999)

Som producer:
- Mellem himmel og jord, instrueret af Franz Ernst (1988)
- ATAWULFF, instrueret af Esben Høilund Carlsen (1996/97)
- Mik Schacks Hjemmeservice (2001)
- Ondskabens anatomi, instrueret af Ove Nyholm (2005)